# Tammy and the T-Rex
Tammy and the T-Rex (även kallad Tanny and the Teenage T-Rex) är en amerikansk SF-skräckkomedi från 1994.

## Om filmen
Tammy and the T-Rex regisserades av Stewart Raffill, som även skrivit filmens manus tillsammans med Gary Brockette.

## Rollista (urval)
- Denise Richards – Tammy/Tanny[1]
- Paul Walker – Michael Brock
- Theo Forsett – Byron Black
- George Pilgrim as Billy
- Terry Kiser – Dr. Gunther Wachenstein
- Ellen Dubin – Helga (Dr. Wachensteins kvinnliga assistent)
- Buck Flower – Norville
- Ken Carpenter – Neville
- Sean Whalen – Weasel
- J. Jay Saunders – Sheriff Black (Byrons far)
- John Edmondson – Karl (Dr. Wachensteins livvakt)
- John Franklin – Bobby (Dr. Wachensteins manlige assistent)
- John F. Goff – Bob Brown (Michaels onkel)
- Efren Ramirez – Pizzapojke